# Europaspiele 2015/Judo

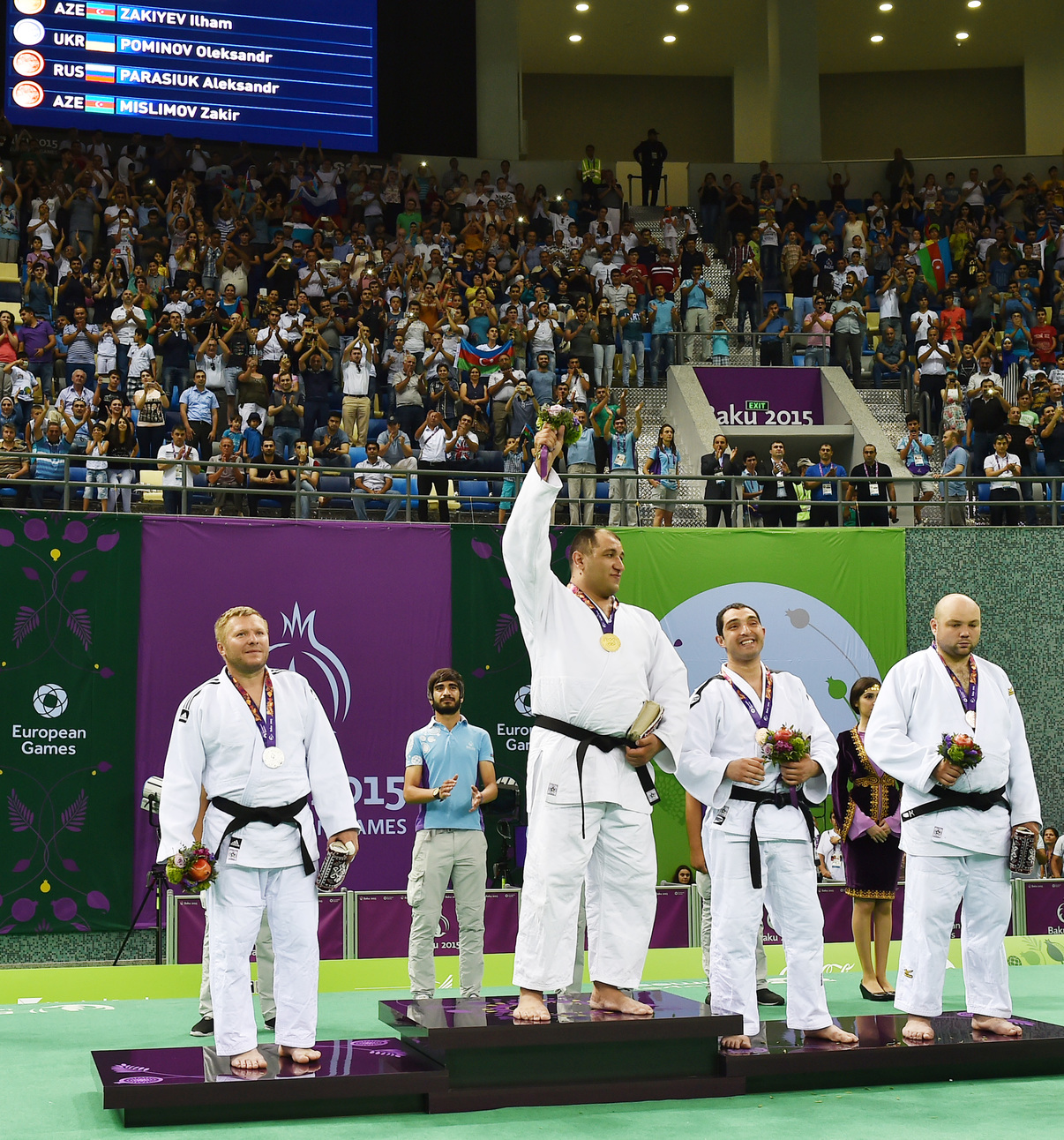
Siegerehrung bei den sehbehinderten Männern

Bei den Europaspielen 2015 in Baku, Aserbaidschan wurden vom 25. bis 28. Juni 2015 insgesamt 18 Wettbewerbe im Judo ausgetragen, davon je neun bei den Männern und bei den Frauen. Die Wettbewerbe stellten gleichzeitig die Judo-Europameisterschaften 2015 dar.

## Medaillengewinner

### Männer
| Disziplin                       | Gold                                                                           | Silber | Bronze |
| ------------------------------- | ------------------------------------------------------------------------------ | --- | --- |
| Klasse bis 60 kg                | Beslan Mudranow                                                                | Orxan Səfərov | Ludovic Chammartin Amiran Papinaschwili |
| Klasse bis 66 kg                | Kamal Chan-Magomedow                                                           | Loïc Korval | Michail Puljajew Sebastian Seidl |
| Klasse bis 73 kg                | Sagi Muki                                                                      | Nugzar Tatalashvili                                                                                              | Rok Drakšič Dirk Van Tichelt |
| Klasse bis 81 kg                | Awtandil Tschrikischwili                                                       | Iwan Nifontow | Alexander Wieczerzak Loïc Pietri |
| Klasse bis 90 kg                | Kirill Denissow                                                                | Warlam Liparteliani                                                                                              | Ilias Iliadis Guillaume Elmont |
| Klasse bis 100 kg               | Henk Grol                                                                      | Lukáš Krpálek | Toma Nikiforov Cyrille Maret |
| Klasse über 100 kg              | Adam Okruaschwili                                                              | Or Sasson | Renat Saidow Jakiw Chammo |
| Mannschaft                      | Frankreich Loïc Korval Pierre Duprat Loïc Pietri Alexandre Iddir Cyrille Maret | Georgien Amiran Papinaschwili Nugzar Tatalashvili Awtandil Tschrikischwili Warlam Liparteliani Adam Okruaschwili | Russland Michail Puljajew Denis Jarzew Alan Chubezow Kirill Woprossow Kirill Denissow Ukraine Heorhij Santaraja Serhij Drebot Witalij Dudtschyk Kedschau Njaboli Jakiw Chammo |
| Klasse über 91 kg Sehbehinderte | İlham Zəkiyev                                                                  | Oleksandr Pominow                                                                                                | Alexander Parassjuk Zakir Mislimov |

### Frauen
| Disziplin                      | Gold                                                                                             | Silber                                                                               | Bronze |
| ------------------------------ | ------------------------------------------------------------------------------------------------ | ------------------------------------------------------------------------------------ | --- |
| Klasse bis 48 kg               | Charline Van Snick                                                                               | Ebru Şahin                                                                           | Éva Csernoviczki Irina Dolgowa |
| Klasse bis 52 kg               | Andreea Chițu                                                                                    | Annabelle Euranie                                                                    | Natalja Kusjutina Mareen Kräh |
| Klasse bis 57 kg               | Telma Monteiro                                                                                   | Hedvig Karakas                                                                       | Nora Gjakova Miryam Roper |
| Klasse bis 63 kg               | Martyna Trajdos                                                                                  | Tina Trstenjak                                                                       | Clarisse Agbegnenou Yarden Gerbi |
| Klasse bis 70 kg               | Kim Polling                                                                                      | Laura Vargas Koch                                                                    | Bernadette Graf Szaundra Diedrich |
| Klasse bis 78 kg               | Marhinde Verkerk                                                                                 | Luise Malzahn                                                                        | Anamari Velenšek Guusje Steenhuis |
| Klasse über 78 kg              | Émilie Andéol                                                                                    | Jasmin Külbs                                                                         | Belkıs Zehra Kaya Switlana Jarjomka |
| Mannschaft                     | Frankreich Annabelle Euranie Laëtitia Blot Clarisse Agbegnenou Marie-Ève Gahié Madeleine Malonga | Deutschland Mareen Kräh Miryam Roper Martyna Trajdos Szaundra Diedrich Luise Malzahn | Italien Odette Giuffrida Giulia Quintavalle Edwige Gwend Giulia Cantoni Assunta Galeone Slowenien Petra Nareks Vlora Beđeti Tina Trstenjak Anka Pogačnik Anamari Velenšek |
| Klasse bis 57 kg Sehbehinderte | Inna Tschernjak                                                                                  | Səbinə Abdullayeva                                                                   | Natalija Nikolajtschyk Ramona Brussig |

## Medaillenspiegel
| Rang   | Land          | Gold | Silber | Bronze | Gesamt |
| ------ | ------------- | ---- | ------ | ------ | ------ |
| 1      | Frankreich    | 3    | 2      | 3      | 8      |
| 2      | Russland      | 3    | 1      | 6      | 10     |
| 3      | Niederlande   | 3    | 0      | 2      | 5      |
| 4      | Georgien      | 2    | 3      | 1      | 6      |
| 5      | Deutschland   | 1    | 4      | 6      | 11     |
| 6      | Aserbaidschan | 1    | 2      | 1      | 4      |
| 7      | Ukraine       | 1    | 1      | 4      | 6      |
| 8      | Israel        | 1    | 1      | 1      | 3      |
| 9      | Belgien       | 1    | 0      | 2      | 3      |
| 10     | Portugal      | 1    | 0      | 0      | 1      |
| 10     | Rumänien      | 1    | 0      | 0      | 1      |
| 12     | Slowenien     | 0    | 1      | 3      | 4      |
| 13     | Ungarn        | 0    | 1      | 1      | 2      |
| 13     | Türkei        | 0    | 1      | 1      | 2      |
| 15     | Tschechien    | 0    | 1      | 0      | 1      |
| 16     | Griechenland  | 0    | 0      | 1      | 1      |
| 16     | Italien       | 0    | 0      | 1      | 1      |
| 16     | Kosovo        | 0    | 0      | 1      | 1      |
| 16     | Österreich    | 0    | 0      | 1      | 1      |
| 16     | Schweiz       | 0    | 0      | 1      | 1      |
| Gesamt | Gesamt        | 18   | 18     | 18     | 54     |